# Jani Ildikó
Jani Ildikó (Budapest, 1951. május 29. –) magyar színésznő.

## Életútja
Gimnáziumi tanulmányait a budapesti Kölcsey Ferenc Gimnáziumban végezte 1965–1969 között. Diplomáját 1973-ban szerezte a Színművészeti Főiskolán, osztályvezető tanára Kazimir Károly volt. 1972-től tagja volt a Thália Színháznak, majd 1991-től szabadúszóként dolgozik. Kezdetben naiva szerepeket formált meg, de karakterszerepekben is láthattuk. Szinkron stúdiók is gyakran foglalkoztatták, kellemes beszédhangját meselemezeken, kazettákon is hallhatjuk. Ausztráliában él.

## Fontosabb színházi szerepei
- Bessenyei György: Filozófus - Angyelika
- Petőfi Sándor: Tigris és Hiéna - Judit
- Katona József: Bánk bán - Melinda
- Kellér Andor: Bal négyes páholy - Darvas Lili
- Örkény István: Tóték - Ágika
- Hubay Miklós: Isten füle - Agáta
- Mihail Satrov: Égszínkék lovak, vörös füvön - Szapozsnyikova
- Szophoklész: Antigoné - Iszméné
- Henrik Ibsen: Vadkacsa - Hedvig
- Békés Pál: Egy kis térzene - Kriszta
- Lev Nyikolajevics Tolsztoj-Erwin Piscator: Háború és béke - Lisa Bolkonszkaja
- Maurice Maeterlinck: Kék madár - Mytyl
- Szép asszonyok egy gazdag házban - (Csin, Ping, Mej)...Tavaszvirág, szolgáló
- H. Barta Lajos: Nemzetközi gyors...Német nő
- Fedor Ágnes - Szilágyi György - Rátonyi Róbert: Miss Arizona...Mimi
- Verebes István: Kettős ünnep - Boriska
- Alan Ayckbourn: Mese habbal - Ginny
- Pierre Barillet-Jean-Pierre Grédy: Big love - Edwige
- Ludvig Holberg: A politikus csizmadia - Kati
- Hernádi Gyula: Csillagszóró - Mária
- Agustín Moreto: Donna Diana- Donna Fenissza
- Keller Zsuzsa: Álompalinta - Millá
- Munkácsi Miklós: Mindhalálig Beatles...Kati
- Piero Chiara: A trigamista, avagy az osztozkodás - Camilla Tettamanzi
- Kertész Magda - Pongrácz Zsuzsa: Lelkiklinika...Eta
- Sławomir Mrożek: Egy nyári nap...Hölgy

## Filmjei és televíziós munkái
- Az emlékek csalnak
- Férfiak mesélik
- Kárpáti kaland
- Lányom barátnője
- Mama
- Gyár a tengerparton
- Barbárok (1989) – Marija
- Nyolc évszak (1987) – Tanárnő
- Mindenért fizetni kell! (tévéfilm, 1981)
- Bánk bán (magyar színházi közvetítés, 1980)
- Az ezernevű lány (1979) – Cinke
- Szigligeti Ede: A mama (magyar tévéjáték, 1978) – Esztike, árva
- Földünk és vidéke (magyar dok. játékf., 1978)
- Varjúdombi meleghozók (rajzfilm, 1978) – szinkronhang: a Kaméleon lányok egyike
- Trisztán (magyar tévéfilm, 1975)
- Kalandok és figurák (magyar tévéjáték, 1974)
- És színész benne minden férfi és nő (magyar ism. sor., 1974)
- Megtörtént bűnügyek (magyar krimisorozat, 1974)

## Hangjáték
- Csetényi Anikó: Egy kis módszertan - Vidám tanévnyitó (1969)
- Jurij Nagibin: A visszhang titka (1969)
- Lubomir Feldek: Mindenki királysága (1971)
- Áprily Lajos: Álom a vár alatt (1974)
- Henry James: Egy hölgy arcképe (1974)
- Vihar Béla: A kék tündér hídja (1975)
- Lornsen Boy: Robi, Tóbi és a Töfröcsó (1976)
- Raszkolnyikov - Jelenetek Dosztojevszkij Bűn és bűnhődés című regényéből (1976)
- Cibula, Václav: Közönséges szombat (1977)
- Gárdonyi Géza: A láthatatlan ember (1977)
- Erich Knight: Gyere haza, Lassie! (1978)
- Illyés Gyula: Beatrice apródjai (1978)
- Chaucer, Geoffrey: Canterbury mesék (1979)
- Odze György: A terasz (1979)
- Voltaire: A vadember (1979)
- Dennis Diderot: Mindenmindegy Jakab meg a gazdája (1981)
- Esko Korpilinna: Bianca és a lelkek (1981)
- Lev Tolsztoj: A sötétség hatalma (1981)
- Dominique-André Kergal: Holnap történt (1982)
- Tóth Bálint: A niklai nemzetes úr (1982)
- Bor Ambrus: A háttér (1983)
- Babits Mihály: A gólyakalifa (1984)
- Mikszáth Kálmán: Galamb a kalitkában (1984)
- Rozewicz, Tadeusz: Az éhezőművész elmegy (1984)
- Tar Sándor: Fehér habok (1984)
- Zoltán Péter: Liszt Ferenc Szekszárdon (1984)
- Bogáti Péter: Az oroszlán is macska (1985)
- Krúdy Gyula: Rezeda Kázmér szép élete (1985)
- Mikszáth Kálmán: Beszterce ostroma (1985)
- Szabó Magda: Katalin utca (1987)
- Gosztonyi János: Egy szőke angyal (1989)
- Somlyó György: Cantata Tremenda (1990)
- Nyerges András: Hungária szuperkvíz (1992)

## Díjai, elismerései
- Nívódíj (Magyar Televízió)
- Nívódíj (Magyar Rádió)
- Kritikusok díja